# Gea subarmata
Gea subarmata är en spindelart som beskrevs av Tord Tamerlan Teodor Thorell 1890. Gea subarmata ingår i släktet Gea och familjen hjulspindlar. Inga underarter finns listade i Catalogue of Life.